# Clima da Turquia
|                                                                        |  |                                                                              |
| Diagrama de temperaturas e precipitação médias em Istambul (noroeste). |  | Diagrama de temperaturas e precipitação médias em Ancara (planalto central). |

O Clima da Turquia é influenciado por fatores como sua extensa costa, sua topografia montanhosa e sua posição geográfica entre diferentes massas de ar. Essa variedade climática contribui para uma rica biodiversidade e oferece uma ampla gama de experiências climáticas para os visitantes e habitantes do país.
A Turquia possui uma diversidade climática marcante devido à sua localização geográfica, que abrange várias regiões e influências climáticas. Essa nação transcontinental, situada entre a Europa e a Ásia, tem uma combinação de climas temperados, mediterrâneos, continentais e semiáridos.

## Tipos climáticos
1. Clima Mediterrâneo: As regiões litorâneas do sul da Turquia, incluindo a costa do Mediterrâneo e do Egeu, experimentam um clima mediterrâneo. Isso se traduz em verões quentes e secos e invernos amenos e chuvosos. As temperaturas médias no verão variam entre 28°C e 34°C, enquanto no inverno, geralmente não caem abaixo de 10°C. As chuvas são mais intensas durante os meses de inverno, de novembro a março, com precipitação média anual entre 500mm e 1.000mm.
2. Clima Continental: No interior da Anatólia, a Turquia apresenta um clima continental com verões quentes e secos e invernos frios e nevados. As temperaturas no verão podem chegar a 40°C, enquanto no inverno podem cair para -30°C, especialmente nas áreas montanhosas. A precipitação é relativamente baixa, variando de 300mm a 600mm por ano, com a maioria das chuvas ocorrendo na primavera e no outono.
3. Clima Semiárido: Partes do sudeste da Turquia, perto da fronteira com a Síria e o Iraque, possuem um clima semiárido. Isso se caracteriza por verões extremamente quentes e secos, com temperaturas frequentemente superiores a 40°C, e invernos amenos e secos. A precipitação é escassa, geralmente inferior a 300mm por ano, e ocorre principalmente durante os meses de inverno.
4. Clima de Montanha: As regiões montanhosas do leste da Turquia, como as Montanhas Taurus e as Montanhas Pônticas, têm um clima alpino e subártico. Os verões são curtos e frescos, com temperaturas médias em torno de 20°C, e os invernos são longos e rigorosos, com temperaturas abaixo de zero e grandes quantidades de neve.
5. Clima Costeiro do Mar Negro: A faixa costeira do Mar Negro, ao norte da Turquia, possui um clima subtropical úmido. Os verões são quentes e úmidos, com temperaturas em torno de 25°C a 30°C, e os invernos são suaves e chuvosos, com precipitação anual que pode exceder 2.000mm.

## Clima geral
|                                                                                       |  |                                                               |
| Diagrama de temperaturas e precipitação médias em Antália (sul, costa mediterrânica). |  | Diagrama de temperaturas e precipitação médias em Vã (leste). |

Embora a maior parte do território da Turquia se possa considerar mediterrânico, a variedade da topografia e, principalmente, a existência de cadeias de montanhas que correm paralelamente a quase todas as regiões costeiras e que impedem que a influência marítima avance para o interior, criam grandes variações climáticas regionais.
O clima das áreas litorais do Egeu e do Mediterrâneo é do tipo mediterrânico, com invernos chuvosos e verões quentes e relativamente secos, embora com elevada humidade relativa. As temperaturas no inverno podem ser bastante baixas, principalmente a ocidente, mas geralmente são relativamente amenas, sobretudo a leste de Antália. A precipitação varia entre 580 e 1 300 mm anuais. As temperaturas médias rondam os 9°C no inverno e 29°C no verão, sendo frequentes máximas próximas dos 40°C.
Na região de Mármara e do Bósforo, uma zona de transição entre o clima mediterrânico, a sul, e o clima oceânico do mar Negro, a norte, as condições climatéricas têm muitas semelhanças com as do sul e norte. No entanto, os invernos tendem a ser mais frios, sendo frequentes temperaturas negativas e neve no inverno, alguns dias frios na primavera, verão e outono, e chuvas estivais. À semelhança do que se passa na generalidade da Anatólia ocidental, as temperaturas médias rondam os 5°C no inverno, com mínimas muito próximas de 0°C, e 23°C no verão, sendo frequentes máximas próximas dos 35°C.
As regiões costeiras do mar Negro, que têm um clima oceânico, são húmidas e apresentam verões menos quentes e mais chuvosos que as restantes áreas costeiras. São as únicas zonas em que chove todo o ano, principalmente nas áreas mais orientais, onde se registam médias de precipitação anual de 2 240 mm. As temperaturas médias são de 23°C no verão e de 7°C no inverno. No entanto, em regra a precipitação no resto do território turco é menor a leste do que a oeste.
O interior da Anatólia, com um clima continental semiárido, apresenta grandes amplitudes térmicas, tanto diárias como anuais, com verões muito quentes e invernos muito rigorosos. As temperaturas médias no planalto central são de 23°C no verão e de -2°C no inverno, descendo para 17°C e -13°C a leste e a sudeste. A precipitação é escassa na maior parte destas regiões e grande parte dela é na forma de neve que chega a permanecer durante 120 dias anualmente no planalto central. As temperaturas mínimas chegam aos -30°C e -40°C. Nas regiões de leste e sudeste os invernos são longos e mais frios do que no resto do território — algumas zonas ficam cobertas de neve entre novembro e abril. As áreas mais secas situam-se na Região do Sudeste da Anatólia e na província de Cónia, onde a precipitação média anual não ultrapassa os 300 mm.
| Clima da Turquia por região   | Clima da Turquia por região | Clima da Turquia por região       | Clima da Turquia por região       | Clima da Turquia por região | Clima da Turquia por região |
| Região                        | Temperatura média (°C)      | Temperatura máxima registada (°C) | Temperatura mínima registada (°C) | Humidade relativa média (%) | Precipitação média (mm)     |
| ----------------------------- | --------------------------- | --------------------------------- | --------------------------------- | --------------------------- | --------------------------- |
| Região de Mármara             | 13,5                        | 44,6                              | -27,8                             | 71,2                        | 564,3                       |
| Região do Egeu                | 15,4                        | 48,5                              | -45,6                             | 60,9                        | 706,0                       |
| Região do Mediterrâneo        | 16,4                        | 45,6                              | -33,5                             | 63,9                        | 706,0                       |
| Região do Mar Negro           | 12,3                        | 44,2                              | -32,8                             | 70,9                        | 828,5                       |
| Região da Anatólia Central    | 10,6                        | 41,8                              | -36,2                             | 62,6                        | 392,0                       |
| Região da Anatólia Oriental   | 9,7                         | 44,4                              | -45,6                             | 60,9                        | 569,0                       |
| Região do Sudeste da Anatólia | 16,5                        | 48,4                              | -24,3                             | 53,4                        | 584,5                       |